# 石潭镇 (礼泉县)
石潭镇，是中华人民共和国陕西省咸陽市礼泉县下辖的一个乡镇级行政单位。

## 行政区划
石潭镇下辖以下地区：
夏侯村、董家村、石泉村、宁家岭村、西店头村、刀陈东村、刀陈西村、北其村、杜家村、苏邢村、铁罗村、南其村、上石村、新同村、大同村、杨车村和底石村。